# Philippe Leroy
Philippe Leroy   (16è districte de París, 15 d'octubre de 1930 - Roma, 1 de juny de 2024) va ser un actor de cinema francès. Va aparèixer en més de 150 pel·lícules des de 1960. Leroy va viure principalment a Itàlia des de la dècada del 1960 i va treballar extensament al cinema italià, així com al seu país natal. A vegades se l'acredita amb el seu nom complet.

## Biografia
Nascut en França en 1930, en 1947 va viatjar a la ciutat de Nova York i va viure als Estats Units durant un any. En 1954 es va unir a la Legió Estrangera francesa i va lluitar a la Indoxina. En 1958 va participar com a oficial paracaigudista en la guerra algeriana amb el grau de capità. Va ser condecorat amb la Legió d'Honor, la Creu de Guerra dels Teatres d'Operacions Exteriors i la Creu al Valor Militar.
Després d'haver començat la seva carrera com a actor en 1960 a Le Trou de Jacques Becjer, en 1962 va viatjar a Itàlia i va començar a treballar en moltes pel·lícules i ficcions televisives italianes, com La vita di Leonardo da Vinci, de Renato Castellani. També va interpretar el paper de Yáñez de Gomera, company de Sandokan, en la sèrie de televisió Sandokan de 1976.
Durant la seva carrera, h¡va treballar amb directors com Jean-Luc Godard, Jacques Deray, Dario Argento, Luc Besson, Alberto Lattuada, Luigi Magni i molts més. És pare de l'actriu Philippine Leroy-Beaulieu.

## Filmografia

### Cinema
- 1960: Les filles sèment le vent de Louis Soulanes: Armand
- 1960: Le Trou de Jacques Becker: Manu Borelli
- 1960: Chaque minute compte de Robert Bibal: Patrick
- 1961: Le Quatrième Sexe
- 1961: Pleins feux sur l'assassin de Georges Franju: André
- 1961: Leoni al sole de Vittorio Caprioli: Mimí
- 1961: Caccia all'uomo: Mazzarò
- 1962: L'Attico : Tommaso
- 1962: Solo contra Roma de Luciano Ricci: Silla
- 1962: La Loi des hommes de Charles Gérard
- 1962: Senilità de Mauro Bolognini: Stefano Balli
- 1962: I Briganti italiani : O Zelluso
- 1963: Il Giorno più corto de Sergio Corbucci
- 1963: Frenesia dell'estate : Manolo
- 1963: 55 Days at Peking de Nicholas Ray: Julliard
- 1963: Il Terrorista de Gianfranco De Bosio: Rodolfo Boscovich
- 1964: Una Storia di notte : Jimmy
- 1964: Le Ore nude : Massimo
- 1964: Il castello dei morti vivi de Luciano Ricci i Lorenzo Sabatini: Eric
- 1964: Il Treno del sabato : Paolo Traversi
- 1964: Amore in quattro dimensioni : Franco Lampredi, il marito (segment Amore e arte)
- 1964: Le Voci bianche : Ascanio
- 1964: Llanto por un bandido de Carlos Saura: Pedro Sánchez
- 1964: Amore facile : Giovanni Bollati (segment Il vedovo bianco)
- 1964: L'Idea fissa (segment Sabato 18 luglio)
- 1964: Une femme mariée de Jean-Luc Godard: Pierre, le mari
- 1965: La Mandragola d'Alberto Lattuada: Callimaco
- 1965: La donna del lago de Luigi Bazzoni: Mario
- 1965: Sette uomini d'oro de Marco Vicario: Albert (le professeur)
- 1966: Scandalo, Lo
- 1966: Non faccio la guerra, faccio l'amore
- 1966: Delitto quasi perfetto : Paolo Respighi
- 1966: Una vergine per il principe de Pasquale Festa Campanile: Ippolito
- 1966: Yankee : Yankee
- 1966: Che notte, ragazzi!
- 1967: Il Grande colpo dei sette uomini d'oro : Albert
- 1967: L'Occhio selvaggio : Paolo
- 1968: Ecce Homo : Jean
- 1968: La Notte è fatta per... rubare : George
- 1968: La Matriarca de Pasquale Festa Campanile: Le professeur de tennis
- 1968: Buona Sera, Mrs. Campbell de Melvin Frank: Vittorio
- 1969: Senza sapere niente di lei : Nanni Brà
- 1969: Cuori di mamma de Salvatore Samperi
- 1969: La Sua giornata di gloria
- 1969: 'Come, quando, perché d'Antonio Pietrangeli i Valerio Zurlini: Marco
- 1969: Femina ridens: Docteur Sayer
- 1970: Senza via d'uscita : Gilbert
- 1971: Stanza 17-17 palazzo delle tasse, ufficio imposte : Romolo 'Sartana' Moretti
- 1971: Un omicidio perfetto a termine di legge de Tonino Ricci: Marco Breda
- 1971: Rome bene de Carlo Lizzani: Giorgio Santi
- 1972: ...e alla fine lo chiamarono Jerusalem l'implacabile : Général Briscott
- 1972: Milano calibro 9 de Fernando Di Leo: Chino
- 1972: Ragazza tutta nuda assassinata nel parco de Alfonso Brescia: Martin
- 1973: La Mano spietata della legge : Commissari Gianni De Carmine
- 1973: 'Libera, amore mio... : Franco Testa
- 1973: Una Vita lunga un giorno : Philippe
- 1973: Milano rovente d'Umberto Lenzi: Roger Daverty
- 1973: L'Inafferrabile invincibile Mr. Invisibile
- 1973: La Mano nera - prima della mafia, più della mafia : le professeur
- 1973: R.A.S. d'Yves Boisset: Commandant Lecoq
- 1974: La Svergognata : Fabio Lorenzi
- 1974: Cebo para una adolescente : Ignacio
- 1974: Ettore lo fusto : Hector
- 1974: Fatevi vivi: la polizia non interverrà : le professeur
- 1974: Il Portiere di notte de Liliana Cavani: Klaus
- 1975: La Nuora giovane : Franco
- 1975: Il Soldato di ventura de Pasquale Festa Campanile: La Motte
- 1976: Puttana galera - colpo grosso al penitenziario
- 1977: Gli Ultimi angeli : Massimo
- 1977: Quella strana voglia d'amore
- 1977: Mannaja de Sergio Martino: McGowan
- 1977: Al di là del bene e del male de Liliana Cavani: Peter Gast
- 1977: La Tigre è ancora viva: Sandokan alla riscossa! : Yanez de Gomera
- 1978: Sono stato un agente C.I.A. de Romolo Guerrieri: inspector grec
- 1978: Il Gatto de Luigi Comencini: Don Pezzolla, sacerdot
- 1979: Courage fuyons d'Yves Robert: Chalamond
- 1980: Bello di mamma
- 1980: Tranquille donne di compagna
- 1980: Peccato originale
- 1980: Il Tango della gelosia : Giulio Lovanelli
- 1980: Il Medium
- 1980: Qua la mano de Pasquale Festa Campanile
- 1981: Teste di cuoio : Comandante Bartoli
- 1983: State buoni se potete : Ignazio di Loyola
- 1984: Windsurf - Il vento nelle mani : Lupo
- 1985: The Berlin Affair : Herbert Gessler
- 1985: Juke box
- 1986: La Donna del traghetto : Primo (pare de Viola)
- 1986: Un homme et une femme : Vingt ans déjà de Claude Lelouch: Professor Thévenin
- 1987: Montecarlo Gran Casinò : Baró Duroc de Rothschild
- 1988: Don Bosco : Papa Lléo XIII
- 1988: Incidente di percorso
- 1988: Umi e, See You
- 1989: Leonardo's Dream
- 1989: Un Uomo di razza : Giulio Romani
- 1989: Deux de Claude Zidi: M. Muller
- 1989: Hiver 54, l'abbé Pierre de Denis Amar: Jacques
- 1990: Nikita de Luc Besson: Grossman
- 1990: The Man Inside: Borges
- 1990: L'Autrichienne de Pierre Granier-Deferre: D'Estaing
- 1991: NNetchaïev est de retour de Jacques Deray
- 1992: Le Retour de Casanova de Edouard Niermans: Emissari
- 1992: Adelaide
- 1992: Alibi perfetto
- 1992: Échec et Nap...
- 1994: Berlin '39 : Rostock
- 1994: Mario und der Zauberer de Klaus Maria Brandauer: Graziano
- 1995: Io e il re : Conte
- 1996: L'Ombre du pharaon
- 1996: Cous-cous
- 1996: In Love and War : Comte Sergio Caracciolo
- 1997: Le Déménagement de Olivier Doran: Le livreur 1
- 1999: Il Pesce innamorato : Autista
- 2000: Un Giudice di rispetto
- 2000: La ville est tranquille de Robert Guédiguian: René
- 2001: Vajont - La diga del disonore de Renzo Martinelli: Giorgio dal Piaz
- 2002: Apri gli occhi e... sogna
- 2002: Joy - scherzi di gioia
- 2003: The Accidental Detective : Mario Del Marro
- 2003: Piazza delle cinque lune de Renzo Martinelli: Barista
- 2004: Le Cou de la girafe de Safy Nebbou: Maxime
- 2007: La Terza madre de Dario Argento: Guglielmo De Witt
- 2008: La Rabbia : Nonno
- 2008: Il sangue dei vinti de Michele Soavi

### Televisió
- 1961: Le Rouge et le Noir, telefilm de Pierre Cardinal
- 1971: La vita di Leonardo Da Vinci : Leonardo da Vinci, adult
- 1974: Il Giovane Garibaldi: L'exilé français
- 1975: Diagnosi (sèrie de televisió)
- 1976: Sandokan: Yanez De Gomera
- 1978: Giorno segreto (sèrie de televisió)
- 1978: I Racconti fantastici di Edgar Allan Poe
- 1979: Orient-Express (sèrie de televisió) : Peter (segment 'Antonella')
- 1980: Sam et Sally de Joël Santoni, episodi : Les Collectionneurs
- 1982: Il Furto della Gioconda (sèrie de televisió)
- 1983: Le Corsaire de Franco Giraldi (minisèrie, 3 episodis): Peyrol
- 1984: T.I.R. (sèrie de televisió) : Orazio
- 1984: ...e la vita continua : Dr. Fasoli
- 1984: Der Mörder : Baron
- 1984: L'Albero dei diamanti
- 1985: Baciami strega
- 1985: Quo Vadis ? : Pau de Tarse
- 1986: La Vallée des peupliers (sèrie) : Philippe Dubois
- 1987: L'Isola del tesoro (sèrie de televisió)
- 1987: Due assi per un turbo : Orazio
- 1987: Garibaldi il generale (sèrie de televisió)
- 1989: Comprarsi la vita : Professeur
- 1992: Due vite, un destino
- 1994: Cherche famille désespérément : Edward Milan
- 1994: Lie Down with Lions : Dolohov
- 1996: La Bible: Moise (Moses) : Tuntmin
- 1997: Noi siamo angeli (sèrie de televisió) : Duval
- 1997: Nessuno escluso (sèrie de televisió) : Le Colonel
- 1998: Ritornare a volare
- 2002: Un Maresciallo in gondola : Armand Dupont, le chat
- 2003: Cinecittà (sèrie de televisió)
- 2003: Valentine : Jacques
- 2004: Don Gnocchi - L'angelo dei bimbi : Papa Pius XII
- 2005: La Bambina dalle mani sporche (sèrie de televisió) : Ciutti
- 2005: San Pietro : Gamaliele